# San Sebastiano alle Catacombe (titre cardinalice)
Le titre cardinalice de Saint-Sébastien-des-Catacombes a été créé par Jean XXIII le 30 décembre 1960 par la constitution apostolique Consueverunt.

## Titulaires
- Ildebrando Antoniutti (1962-1973)
- Sebastiano Baggio (1973-1974)
- Johannes Willebrands (1975-2006)
- Lluis Martinez Sistach (2007-)

## Sources
- (it) Cet article est partiellement ou en totalité issu de l’article de Wikipédia en italien intitulé « San Sebastiano alle Catacombe (titolo cardinalizio) » (voir la liste des auteurs).